# 瓦爾茲獎
瓦爾茲獎（Valz Prize）由法國科學院於1877年至1970年頒發，以表彰天文學的進步。

## 歷史
瓦爾茲獎設立於1874年6月，天文學家班傑明·瓦爾茲（Benjamin Valz）的遺孀瑪麗·瑪德琳·朱莉·馬利安（ Marie Madeleine Julie Malhian）捐贈了10,000法郎以紀念她已故的丈夫。瓦爾茲獎將頒發給與先前的拉朗德獎具有同等地位的作品。首屆瓦爾茲獎於1877年頒發給保羅·亨利和普羅斯珀·亨利兄弟，獎金為 460法郎。
除1924年以外，法國科學院從1877年到1943年每年頒發瓦爾茨獎。1943年後，該獎項僅偶爾頒發（從1950年到1970年每十年僅頒發一次）。1970年，瓦爾茲獎與拉朗德獎合併，創立了拉朗德-瓦爾茲獎，並一直頒發至1996年。 1997年，該獎項與許多其他學院獎項合併，創立了Médaille大獎。